# Momce
Momce (cyr. Момце) – wieś w Czarnogórze, w gminie Podgorica. W 2011 roku liczyła 27 mieszkańców.